# Boa Esperança (caravela)
A caravela Boa Esperança, igualmente conhecida como Cabo da Boa Esperança, é um navio-museu português. Lançada em 28 de Abril de 1990, é uma réplica de uma caravela, uma embarcação do século XV utilizada durante os Descobrimentos Portugueses.

## Descrição
O navio é uma réplica aproximada de uma caravela de dois mastros do século XV, utilizada durante a exploração do Oceano Atlântico e das costas africanas durante o século XV, como parte dos Descobrimentos Portugueses. Foi construída em madeira, utilizando técnicas que respeitavam os trâmites da construção naval quatrocentista, embora com algumas alterações que possibilitaram um aumento no conforto e segurança da embarcação. As velas ostentam o símbolo da Cruz de Cristo, enquanto que no mastro principal situam-se as armas do Infante D. Henrique. A Cruz de Cristo simboliza a Ordem de Cristo, que foi regida pelo Infante Dom Henrique, e que estava originalmente sedeada em Castro Marim, no Algarve.

Tem cerca de 23,8 m de comprimento por 6,6 m de boca, e um calado de 3,3 m. O motor auxiliar é um Volvo Penta com 190 Cv, a gasóleo,  com uma velocidade máxima de 10 nós. O mastro grande tem 18 m de altura e 26 m de verga, com cerca de 155 m² de vela, enquanto que a mezena tem 16 m de altura, 20 m de verga, e 80 m² de vela. O forro, a borda falsa, a sobrequilha e os mastros são em madeira de pinheiro bravo, as balizas foram construídas em carvalho e sobro, o convés e o tombadilho em madeira de câmbola, e as vergas são de eucalipto. A sua capacidade de alojamento é de vinte e duas pessoas.
Está atracado ao cais de honra da Marina de Lagos, onde funciona como um navio-museu.

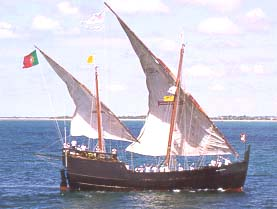
Fotografia da Marinha Brasileira, mostrando a caravela Boa Esperança a navegar.

## História

### Inauguração e primeiros anos
O navio foi encomendado pela Associação Portuguesa de Treino de Vela, tendo custado cerca de 180 mil contos. Foi a segunda réplica de uma caravela construída por iniciativa daquela instituição, tendo a primeira sido a Bartolomeu Dias, e a terceira a Vera Cruz. O lançamento à água foi em 28 de Abril de 1990, no porto de Vila do Conde, tendo-se dirigido em seguida a Bruges, na Bélgica, onde iria marcar presença no aniversário da fundação da feitoria portuguesa naquela cidade, no século XV. As funções originais do navio incluíam a participação em eventos náuticos e provas, permitir a investigação sobre as antigas caravelas, e servir para treino de mar e vela.
O navio percorreu grandes distâncias ao longo da sua carreira, tendo ancorado em diversos portos de Portugal, Norte da Europa, Mar Mediterrâneo, e na América do Norte, com uma tripulação formada por voluntários da Associação Portuguesa de Treino de Vela. Participou igualmente em importantes regatas, e foi utilizado como cenário em documentários e filmes, tendo por exemplo figurado na longa-metragem A Espada e a Rosa, filmada em 2010. Também esteve presente por diversas vezes no Encontro Internacional de Embarcações Tradicionais de Vela, organizado na Bretanha, em França.
Participou na 1992 em Génova, e no festival marítimo de Brest, em 1996. Em 1998 a caravela esteve presente na Exposição Mundial de Lisboa, onde teve milhares de visitantes. Durante a década de 1990 também fez parte da iniciativa Visitas Escolares organizada pela Associação Portuguesa de Treino de Vela e Comissão Nacional para as Comemorações dos Descobrimentos Portugueses, chegando a ser visitada anualmente por cerca de cinquenta mil jovens. Em 1999 a Boa Esperança estava atracada na Doca do Terreiro do Trigo, junto à Estação ferroviária de Santa Apolónia, em Lisboa, mas este local era considerado pouco propício devido à reduzida quantidade de água disponível durante a maré baixa, que fazia a embarcação ficar assente sobre o lodo. Segundo o responsável pela manutenção do navio, esta situação, que durava há cerca de um ano, impedia o bom funcionamento dos sanitários a bordo, aumentava o risco do casco apodrecer, e criava uma acumulação de lama nas válvulas para a respiração do motor, provocando a sua deterioração. Os problemas no local eram causados pela falta de dragagem, operação que era da responsabilidade da Administração do Porto de Lisboa. O secretário-geral da Associação Portuguesa de Treino de Vela, o comandante Canelas Cardoso, informou que tinham sido feitas «diligências junto da APL para a resolução deste problema, mas ainda não foi tomada nenhuma decisão», e que era esperada a dragagem da doca nos princípios do ano seguinte, «para receber os veleiros que vêm do Brasil, nas comemorações da viagem histórica de Pedro Álvares Cabral». O administrador da APL, Eduardo Martins, respondeu que «a doca do Jardim do Tabaco tem um assoreamento muito rápido e por mais que se façam dragagens, volta sempre ao mesmo», motivo pelo qual teria de ser feita «uma intervenção de fundo naquela doca, o que não poderá acontecer antes de terminarem as obras do Metro que decorrem naquela zona». Acrescentou igualmente que a doca tinha sido «dragada pela última vez antes da Expo-98», e que não podiam fazer «uma intervenção para aguentar com embarcações de grande calado, como é o caso da caravela. Aquele não é o local indicado para a Boa Esperança». Em 8 de Março de 2000, participou nas comemorações oficiais do V Centenário da Chegada de Pedro Álvares Cabral ao Brasil, tendo integrado uma frota de veleiros portugueses que fez a viagem de Lisboa a Santa Cruz Cabrália.

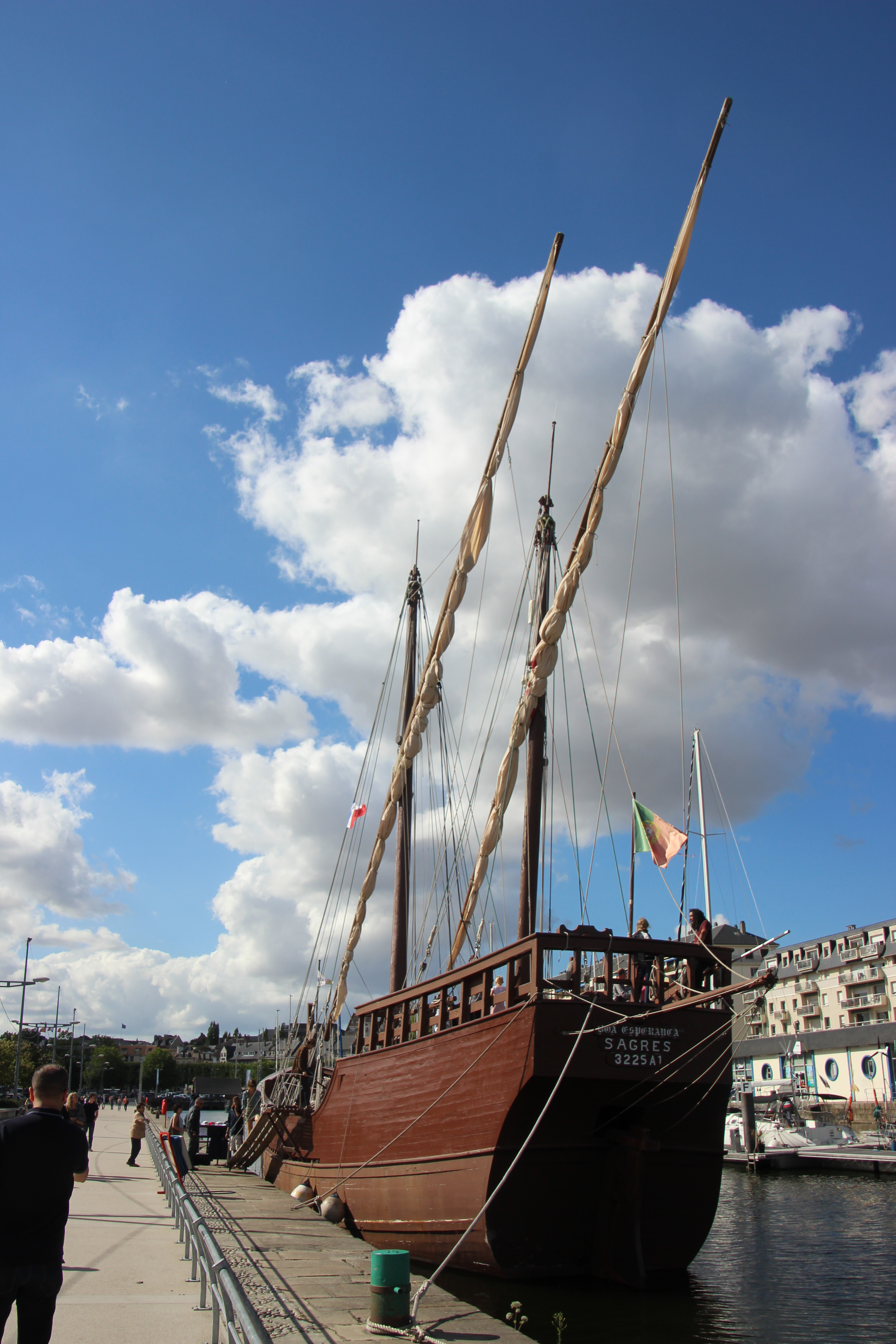
Caravela Boa Esperança no porto de Caen, em Agosto de 2017.

### Carreira ao serviço da Região de Turismo do Algarve
Em 2000 ou 2001, a Boa Esperança foi comprada pela Região de Turismo do Algarve, por cerca de 75 mil Euros, valor que foi parcialmente comparticipado por fundos europeus. Passou a funcionar como navio-museu sobre as antigas caravelas, e ao mesmo tempo promover o Algarve e explicar a história da região. Aquando da sua aquisição, foi considerado um dos principais elementos para a candidatura de Sagres a Património da Humanidade da UNESCO, tendo sido utilizado, conforme explicou Paulo Neves, presidente do Turismo do Algarve, para inserir a região «na rota dos itinerários culturais, ligados a Sagres, património da Humanidade». Porém, a candidatura não chegou a arrancar.
Em 2002 fez uma viagem onde participou o historiador José Hermano Saraiva e uma equipa da Rádio Televisão Portuguesa, para recordar a batalha de Ceuta, em 1415. Entre Maio e Junho desse ano, navegou até Londres para promover o Algarve como destino turístico, tendo ficado atracada no Rio Tamisa, junto à Torre de Londres, onde foi muito visitada pelo público. Na viagem até Londres, ficou danificada por um temporal no [[Golfo da Biscaia]. Dois anos depois, José Hermano Saraiva filmou a bordo do navio um episódio da série A Alma e a Gente, dedicado aos Descobrimentos Portugueses e ao navegador Gil Eanes. Em Novembro de 2007 a Boa Esperança foi utilizada como adereço no filme histórico La conjura de el Escorial, de Antonio del Real, e em Maio do ano seguinte navegou até Cannes para representar o Algarve no festival de cinema, tendo então sido visitada pelos actores Nicolau Breyner e Soraia Chaves. Em Setembro de 2010 voltou a participar num filme, A Espada e a Rosa, realizado por João Nicolau.
Esperava-se igualmente que o navio fosse empregue em passeios turísticos, mas não conseguiu despertar o interesse dos operadores privados. Esta situação, em conjunto com os custos anuais de 100 a 150 mil Euros em manutenção, geraram graves problemas financeiros para a Região de Turismo. O único apoio veio da Câmara Municipal de Lagos, que se comprometeu a oferecer um subsídio anual de 100 mil Euros durante quatro anos, terminando em 2012. Porém, devido a dificuldades financeiras, a autarquia reduziu este valor para metade. Em 2012, existia um custo fixo para a manutenção da caravela, que era feita por dois indivíduos, e era igualmente atribuído um subsídio ao comandante, José Gravata, quando o navio estava a navegar, enquanto que o resto da tripulação era composta por voluntários. José Gravata comentou em Janeiro de 2012 que «há dois anos que não recebo, porque a caravela está parada», tendo elogiado o apoio por parte da Câmara Municipal e do Centro de Ciência Viva de Lagos. Assim, a embarcação foi posta à venda pela Região de Turismo, medida que foi justificada pelo presidente daquela associação, António Pina, em Janeiro de 2012: «Este ano, vamos sofrer mais um corte no orçamento de 30 por cento, cerca de 1,2 milhões de euros. Não há dinheiro». Nessa altura já existia uma entidade privada interessada na aquisição do navio, que o iria utilizar em viagens de turismo, tendo oferecido sessenta mil Euros. António Pina elaborou que o lançamento do concurso público iria depender da «análise dos compromissos assumidos, no âmbito de um programa transfronteiriço» no qual a Boa Esperança iria ser um dos vários navios históricos a fazer uma rota entre Lisboa, o Algarve e Sevilha. Em Fevereiro de 2013, estava previsto que a Boa Esperança fosse até Sagres, para participar na apresentação do programa Descubriter – Rota Europeia dos Descobrimentos, em conjunto com a réplica da nau espanhola Victoria. Porém, a caravela estava impedida de sair do porto de Lagos devido a problemas de manutenção, existindo o risco de se afundar durante o percurso. O presidente do Turismo do Algarve, Desidério Silva, admitiu que o navio não estava em condições para viajar até Sagres, mas afirmou que aquele órgão estava em «contacto permanente com a Câmara de Lagos para ver qual o futuro da caravela», e acrescentou que havia «uma associação que está a ser formada, sediada em Lagos, integrada por gente com vontade e com vocação para tomar conta da Boa Esperança. Dentro de dois meses, espero que haja uma evolução positiva em relação a esta questão».
Entre Junho e Setembro de 2014 a Boa Esperança fez uma viagem pela costa espanhola, para promover o Algarve como destino turístico, organizada pela Região de Turismo do Algarve, com o apoio da Fundación Nao Victoria (es). Durante este percurso, a caravela passou pelos portos de Cádis, Sevilha, Málaga e Almeria. Em Outubro de 2014 ocorreu um acidente a bordo da caravela, quando esta estava ancorada na marina de Lagos, tendo os bombeiros sido alertados para a presença de fumo negro a sair por uma escotilha. Os operacionais constataram que o fumo era proveniente de um frigorífico que tinha sido sofrido um curto-circuito, tendo apenas removido o aparelho avariado, não sendo necessária a utilização de meios extintores. Em Agosto de 2015, a caravela foi o palco para uma cerimónia de acolhimento à comitiva que estava a fazer a Invicta - Rota do Infante, uma viagem de motorizada entre o Porto e Ceuta, no âmbito das comemorações dos seiscentos anos da tomada daquela cidade africana.
Em Julho de 2016, participou na XXVII edição da Regata Portos dos Descobrimentos, entre Lagos e Palos de la Frontera, na Andaluzia. Em Outubro de 2016, a caravela iniciou uma nova viagem em Espanha para promover o Algarve, desta vez na região da Galiza. Porém, no dia 18 sofreu um acidente no porto de Vigo, quando o motor falhou durante a manobra de atracagem na cabeceira do molhe, tendo o navio embatido contra uma passadeira metálica para atraque de navios de cruzeiro. A estrutura ficou totalmente destruida, mas o navio não sofreu quaisquer danos. Em Setembro de 2016 voltou a Sevilha, como parte da cerimónia de apresentação do programa 365 Algarve. Em Março de 2017 esteve em Alcoutim para o festival Contrabando, mas no regresso a Lagos encalhou num banco de areia no Rio Guadiana, provocando estragos no leme. Foram feitas reparações provisórias no local por técnicos dos estaleiros Nautiber, no sentido do navio poder deslocar-se até às instalações da empresa, em Vila Real de Santo António, para reparações mais profundas. Porém, pouco depois voltou a encalhar noutro banco de areia, tendo ficado imobilizado até que a maré voltasse a subir, para ser rebocado até Vila Real, com o apoio da Marinha Portuguesa. Em Setembro de 2018 fez parte da frota que escoltou a chegada do NRP Sagres ao porto de Faro, onde também atracou. Nesse ano, o Turismo do Algarve fez uma candidatura de forma a reunir os fundos necessários pra a reparação do navio, que iria ser convertido num centro interpretativo sobre o período dos Descobrimentos. Posteriormente foi feita uma segunda candidatura no âmbito do programa INTERREG VA Espanha – Portugal, com o título de «Exploraterra – Preservação, valorização e promoção do património cultural relacionado com a primeira circum-navegação e as expedições marítimas geográficas».
Em Setembro de 2021 o navio deslocou-se até aos Estaleiros Navais de Portimão, para ser alvo de profundas obras de restauro, incluindo a reparação das madeiras do casco e do convés. Esta intervenção estava orçada em 400 mil Euros, e tinha uma duração prevista de quatro a cinco meses, tendo sido realizada no âmbito de uma parceria entre a Região de Turismo do Algarve, a autarquia de Lagos e outros parceiros a nível internacional, e com o apoio da Docapesca. Tinha como finalidade recuperar e valorizar a embarcação, no sentido de a reintegrar no património cultural da região, e promover o Algarve como destino turístico. Segundo João Fernandes, presidente do Turismo do Algarve, a finalidade deste programa era «fazer da caravela um espaço de visitação regular, mas com todas as condições para que essa visita seja mais rica, com conteúdos criados de raiz e até aproveitando algum espólio que a Câmara Municipal de Lagos possa ter». Em 11 de Novembro desse ano, o jornal Barlavento referiu que a embarcação ainda se encontrava nos estaleiros, aguardando a entrada na doca seca, onde iria ser alvo de reparações de fundo. Previa-se que após a intervenção de restauro a caravela iria ser colocada um local destacado em Lagos, tendo João Fernandes explicado que «À partida não irá ficar no mesmo sítio onde tem estado. Já temos um novo local definido, embora ainda não esteja fechado», e que «a ideia é que a caravela possa vir a ter um berço, em lugar abrigado, que não fique sujeita às mudanças de maré». Acrescentou que «a ideia é que se crie um novo modelo de gestão corrente, entre a autarquia de Lagos, o Centro de Ciência Viva e até o Clube de Vela de Lagos. Penso que este ativo poderá vir a ser muito valorizado pela participação das forças vivas da cidade», e que embarcação iria ter «uma bilhética de acesso, cujas verbas vão ajudar nas despesas regulares de manutenção». O presidente da Câmara Municipal de Lagos, afirmou que «a caravela já faz parte de Lagos enquanto equipamento que representa um pouco da nossa História e é algo que queremos continuar a preservar. Depois de reabilitada, queremos que deixe de ser um mero postal da cidade e que ganhe uma nova vida. Queremos que possa mostrar muito mais do que apenas a embarcação. Por isso, a sua importância terá que ser reforçada. É nesse sentido que estamos agora também a trabalhar».